# Juan Antonio Zaratiegui Celigüeta
Juan Antonio Zaratiegui y Celigüeta (Olite, 27 de enero de 1804 - Utrera, 28 de enero de 1873) fue un militar español. 
Ayudante y secretario del general Tomás de Zumalacárregui, se adhirió con este a la causa carlista durante la Primera Guerra Carlista y se hizo famoso por su incursión desde el Norte hasta las puertas de Madrid tomando Valladolid y Segovia en 1837, siendo derrotado por el General Espartero en Retuerta y hecho preso. Cautivo y condenado, salió de prisión en 1839 y marchó exiliado a Francia junto a Carlos María Isidro de Borbón. En 1849 fue indultado y nombrado teniente general y director general de la Guardia Civil el 16 de septiembre de 1868. 
También fue capitán general del reino de Aragón. Obtuvo la Gran Cruz de Isabel la Católica y de la Orden Militar de San Hermenegildo.
En 1845 publicó Vida y hechos de don Tomás de Zumalacárregui, obra en la que Zaratiegui afirmó que era un error afirmar que los navarros habían tomado las armas para defender sus fueros, ya que en 1833 estaban plenamente vigentes, y aseguraba poder demostrar que el alzamiento en Navarra no tuvo otro objeto que la defensa de los derechos a la corona de España del infante Carlos María Isidro.

## Biografía
Nació en Olite el 27 de enero de 1804, entre las 7 y 8 horas de la mañana. Era hijo de José Zaratiegui, natural de Olite, y María Celigüeta, natural de Pitillas. Fueron sus abuelos paternos Bernardo Zaratiegui, de Miranda de Arga, y Benita San Martín, de Olite también. Y sus abuelos maternos, José Celigüeta e Isidra Bueno, ambos de Pitillas. Fue bautizado en la iglesia parroquial de San Pedro de Olite el 28 de enero.
Con cuatro años le toca vivir la ocupación francesa de su ciudad natal en 1808 y el caos que se apoderó de sus vecinos el día que las tropas galas entraron en ella. Al parecer, según recordaba años después, la vanguardia francesa, formada por caballería polaca, cargó y alanceó a varios vecinos hasta matarlos.
Pocos años después, en 1811, con siete años, recuerda al general Reille, que había sido nombrado Gobernador de Navarra el 28 de mayo de 1810. En su afán de buscar a Espoz y Mina aplicó «una política de terror, presión fiscal, represalias, fusilamientos y deportaciones» poniendo precio a las cabezas de los responsables guerrilleros. Su recuerdo de infancia grabado a fuego y sangre fue ver el fusilamiento de algunos vecinos de Olite parientes de miembros de la guerrilla de Espoz y Mina.
Con gran afición a la lectura, especialmente de libros de historia, «sus padres deciden dedicarlo a la curia. A los 14 años le encargan dirigir una casa en Caparroso, en donde parece ser que conoció a Fausto Joaquín Zalduendo (hijo del fundador de la ganadería Zalduendo).» Era Fausto Joaquín pariente de Santos Ladrón de Cegama. El 30 de junio de 1822, una vez de vuelta en Olite, se une a la partida de Lorenzo Unzué junto a otros 50 vecinos de Olite reclutados para las partidas realistas.

### Trienio liberal (1820-1823) al servicio de Fernando VII
Comenzó la carrera de las armas en clase de voluntario, «con las fuerzas que organizaba Santos Ladrón de Cegama, en el tercer batallón de la División de Navarra, a las órdenes del general Quesada, comandante general de una División de Navarra nacida en Ustárroz (Valle de Roncal) y dentro de la campaña sostenida contra el régimen constitucional de 1820 a 1823.
El 19 de julio de 1922, tras haber sido rápidamente nombrado soldado distinguido, es ascendido a subteniente, tanto por méritos como por los servicios realizados. Pocos días después parte Quesada con toda la División de Navarra hacia Cataluña participando Zaratiegui en acciones contra constitucionales en Bolea (9 de septiembre) y Benabarre (18 de septiembre). Cuando la División comienza su regreso, el 14 de octubre, participa en combates en Fons y Barbastro así como en Carbas (15 de octubre). Una vez en Navarra los realistas se encaminan hacia Vitoria teniendo un encuentro el 27 de octubre con los constitucionales en Nazar, donde son derrotados, siendo sustituido Quesada en el mando por Ladrón de Cegama que logra acercarse a Vitoria reagrupando todas las fuerzas. O'Donell asumen el mando, por nombramiento de la Regencia de Urgel y Zaratiegui es ascendido a teniente el 1 de enero de 1823. Destinado a la 2ª Compañía del 4º Batallón ligero de voluntarios, participa en sendas acciones en Muniáin de la Solana y Morentin (7 de enero) y en Estella (9 de enero) logrando capturar en una de ellas a varios prisioneros. Al mes siguiente participa en acciones en Ayerbe y en el bloqueo de Huesca (16-22 de febrero). Poco después se encuentran los realistas en Sangüesa cuando el 20 de marzo se ven obligados a retirarse ante la llegada de una columna constitucionalista. El 26 de marzo Ladrón de Cegama, partiendo de Roncesvalles con cinco batallones, ataca exitosamente, entre Zubiri y Larrasoaña, a la columna de Salcedo.

### Período entreguerras
Desde 1824 hasta 1832 estuvo de guarnición como capitán en Madrid, sirviendo en la Inspección general de infantería, en Zaragoza y en varios otros puntos, teniendo las más veces como jefe superior al coronel Tomás Zumalacárregui.

### Primera Guerra Carlista
Cuando en 1833 estalló la guerra civil, pasó a las filas carlistas a las órdenes de Zumalacárregui, en calidad de ayudante general, con especial encargo de redactar los partes oficiales, órdenes y proclamas del mismo.
Muerto Zumalacárregui, siguió Zaratiegui prestando su cooperación a los sucesores de aquel, a pesar de la injusta prevención con que le miraban. Ascendió rápidamente en atención a sus anteriores servicios y tomó parte principal en las acciones de Puente la Reina y en la batalla de Mendigorría.
A fines de 1835 fue ascendido a brigadier y se le confió la segunda Comandancia de Navarra; derrotó al general Bernelle en Oteiza, obtuvo la cruz de Isabel la Católica por la acción de Arróniz, la de Carlos III en el último sitio de Bilbao y la faja de mariscal de campo por la conquista de la plaza fortificada de Lárraga, que llevó a cabo con solo cinco batallones, quedando prisionera la guarnición y en su poder cuantioso botín.

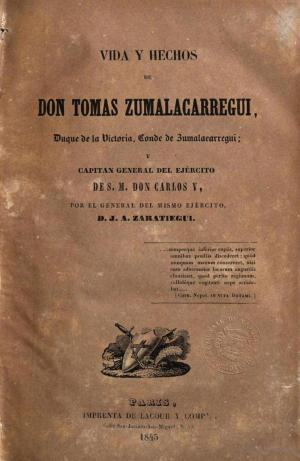
Vida y hechos de Tomás de Zumalacárregui (1845), obra que escribiría y publicaría Zaratiegui tras la guerra desde el exilio.

Sustituyó algún tiempo en la Comandancia general de Navarra al general Francisco García, ínterin atendía a su salud, operando sin tregua ni descanso contra los generales Iribarren, Van Halen y Conrad, con tanto acierto y fortuna, que al entregar él el mando interino de Navarra, les había forzado a retirarse a Pamplona y eran dueños los carlistas de toda la región.
Cuando en 1837 salió don Carlos en dirección a la corte con aquella famosa Expedición Real, de la que tanto se prometía y hubo de regresar derrotada después de haber llegado a las puertas de Madrid, el capitán general de las Provincias Vascongadas y Navarra, José de Uranga, confirió a Zaratiegui el mando de una expedición auxiliar a Castilla.
La expedición de Zaratiegui, la más reducida atendiendo al número de tropas y la más brillante por sus rápidos e importantes triunfos, salió de Galbarín el 20 de julio de 1837; venció a la legión portuguesa en Zambrana y pasó el Ebro a los dos días por Ircio y Belorado, uniéndose en tierra de Castilla a la división que al mando del brigadier Goiri había salido por la parte de Vizcaya con dicho objeto. A pesar de la persecución de los generales Méndez Vigo, Mir, Aldama, Lorenzo, barón de Carandolet, Aspiroz y Puig Samper, entró Zaratiegui triunfante en Roa y Peñafiel, y el 4 de agosto se presentó ante Segovia, entrando por asalto en la población y por capitulación en el Alcázar. En Segovia hizo Zaratiegui batir moneda con el busto de Don Carlos y con las armas y pertrechos de que allí se apoderó, organizó en breves días el batallón de Cazadores de Segovia. Poco después de esta brillante conquista entró en el Real Sitio de La Granja, sostuvo en Las Rozas, a 3 leguas de Madrid, un ventajoso encuentro contra las fuerzas combinadas de los generales que venían en su persecución; pero habiendo entrado en la capital del reino el general Espartero, se retiró el carlista al Guadarrama e hizo prisionero en Villacastín al liberal Aguirre con casi toda su gente.
Mientras esperaba impaciente Zaratiegui noticias de los movimientos de la Expedición Real, combatió con éxito en Abades, entró en Aranda y Peñaranda, batió a Méndez Vigo en Nebreda el 28 de agosto, se apoderó el día siguiente de Salas de los Infantes y seguidamente de Burgo de Osma y de Lerma, donde organizó otro batallón con las armas allí cogidas. Entró en Valladolid, Tordesillas, Dueñas y Medina del Campo; organizó otro batallón de voluntarios denominado de Valladolid, y salió de esta capital llamado inoportunamente por Don Carlos, el cual iba acercándose a Madrid por pequeñas etapas. Pero Zaratiegui recibió tarde y lejos la real orden, y aunque consiguió efectuar la unión, el desconcierto reinante en la Expedición Real hizo funesta impresión a sus soldados, a pesar de lo cual y de que venía derrotada por las tropas liberales, que él solo derrotara y mantenía en jaque, protegió la retirada del ejército expedicionario venciendo al general Lorenzo en el puente de Aranda.
Unido Zaratiegui a las mal atendidas tropas de Don Carlos, el 20 de septiembre asistió a la sangrienta acción y derrota de los carlistas en Retuerta, y después de ella se pronunció en retirada con el infante Don Sebastián en dirección a las Provincias Vascongadas. Tras ellos siguió la expedición entera, en estado de insubordinación los soldados y descontentos los jefes de Don Carlos.
Zaratiegui fue reducido entonces a estrecha prisión en Zúñiga y conducido con escolta al fuerte de Arciniega. Comprobada su inocencia, al ser puesto en libertad, después de un año de prisión, Zaratiegui fue nombrado ayudante de campo de Don Carlos, a cuyo lado asistió a las últimas operaciones y con él entró en Francia después del Convenio de Vergara.

### Emigración

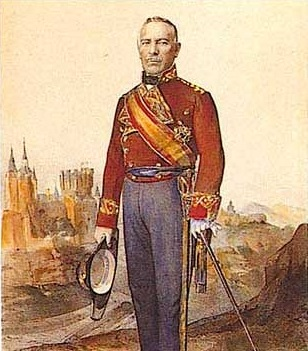
Litografía del general Zaratiegui.

Durante la emigración en Francia publicó la Vida y hechos de don Tomás de Zumalacárregui (Madrid y París, 1845), obra definida por la Enciclopedia Espasa como «modelo en su género de obras militares», en cuyas páginas hizo resaltar el genio de su querido general y amigo y el cariño que mutuamente se profesaban.
En 1849, terminada la campaña montemolinista, promovida por Carlos Luis de Borbón, sucesor de Carlos María Isidro, en la cual no tomó parte, volvió a España, acogido a la amplia y generosa amnistía concedida por Isabel II, pues se le reconocían los grados y condecoraciones que había ganado en el campo carlista.

### Al servicio de Isabel II
Más tarde Isabel II le agració con las grandes cruces de Isabel la Católica y San Hermenegildo, le ascendió a teniente general en 1868, nombrándole director de la Guardia Civil, a cuyo benemérito cuerpo supo infiltrar la organización que en otro tiempo planeara el genial Zumalacárregui.

### Retorno al carlismo
Después del destronamiento de Isabel II a consecuencia de la revolución de septiembre de 1868, aunque viejo y achacoso, Zaratiegui ofreció a Carlos VII su espada y sus servicios, figurando en el centro militar católico monárquico de Madrid, que tanto trabajó pro el advenimiento de la familia proscrita. Don Carlos le encomendó el alzamiento de Andalucía, pero la falta de salud le impidió realizarlo, y murió poco después en Utrera (Sevilla) sin haber desenvainado nuevamente la espada por la causa carlista.

## Obras
- Vida y hechos de don Tomás de Zumalacárregui (1845)